# Galianthe brasiliensis
Galianthe brasiliensis är en måreväxtart som först beskrevs av Spreng., och fick sitt nu gällande namn av Elsa Leonor Cabral och Nélida María Bacigalupo. Galianthe brasiliensis ingår i släktet Galianthe och familjen måreväxter.

## Underarter
Arten delas in i följande underarter:
- G. b. angulata
- G. b. brasiliensis